# Feldartillerie-Regiment „König Karl“ (1. Württembergisches) Nr. 13
Das Feldartillerie-Regiment König Karl (1. Württembergisches) Nr. 13 war ein Artillerieverband der Württembergischen Armee.

## Geschichte
Das Regiment wurde am 22. Dezember 1873 (Stiftungstag) als Württembergisches Feldartillerie-Regiment Nr. 13 (Korpsartillerie) provisorisch aufgestellt. Am 6. Juli 1874 erfolgte schließlich als 1. Württembergisches Feldartillerie-Regiment Nr. 13 die endgültige Errichtung. Am 25. Juni 1889 ernannte sich König Karl von Württemberg zum Regimentsinhaber und der Verband führte ab diesem Tag bis zur Auflösung die Bezeichnung Feldartillerie-Regiment König Karl (1. Württembergisches) Nr. 13.

### Garnisonen

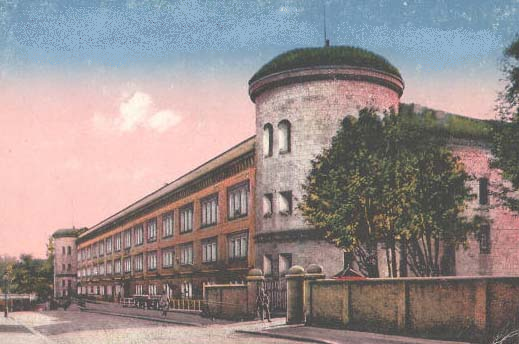
Obere Donaubastion (Artilleriekaserne) in Ulm um 1900

Das Regiment war ab 1874 in der Oberen Donaubastion (Artilleriekaserne) in Ulm stationiert. Teile des Regiments lagen auch in der Deutschhaus-Kaserne. Die 1893 in Ludwigsburg stationierte IV. Abteilung verlegte 1896 in die neu erbaute Feldartillerie- bzw. Taubenheim-Kaserne nach Cannstatt. Dort erfolgte 1899 die Umbenennung in II. Abteilung.

### Deutscher Krieg 1866
Im Deutschen Krieg kämpfte das Regiment im Verbund der 1. Division bei Tauberbischofsheim, Gerchsheim und Würzburg gegen die Preußen.

### Deutsch-Französischer Krieg 1870/71
Während des Krieges gegen Frankreich nahm das Regiment zunächst an der Schlacht bei Wörth teil. Am 8. September 1870 wurden die 2., 3. und 6. Batterie bei der Beschießung von Lichtenberg eingesetzt. Geschlossen kämpfte das Regiment dann am 1. September 1870 bei Sedan sowie vom 19. September 1870 bis 28. Januar 1871 bei der Einschließung und Belagerung von Paris.

### Erster Weltkrieg 1914/18
Das Regiment war im Ersten Weltkrieg an der West- und Ostfront sowie auf dem Balkan eingesetzt.
- 1914 Belgien, Frankreich
- 1915 Russland (heutiges Polen), Österreich-Ungarn (heutige Slowakei, Polen, Ukraine, Weißrussland), Serbien
- 1916 Belgien, Frankreich, Belgien, Frankreich
- 1917 Frankreich
- 1918 Frankreich

### Verbleib
Nach dem Waffenstillstand von Compiègne marschierten die Reste des Regiments in die Heimat zurück. Der Verband wurde Ende Dezember 1918 in Stuttgart demobilisiert und im September 1919 schließlich aufgelöst. Aus Teilen bildeten sich zwei Freiwilligenformationen.
Die Tradition übernahm in der Reichswehr durch Erlass des Chefs der Heeresleitung General der Infanterie Hans von Seeckt vom 24. August 1921 die 8. Batterie des 5. Artillerie-Regiments in Ludwigsburg. In der Wehrmacht führte der Regimentsstab und das II. Bataillon des Artillerie-Regiments 5 in Ulm die Tradition fort.

## Organisation

### Verbandszugehörigkeit
Von 1873 bis 1888 gehörte das Regiment zur 13. Artillerie-Brigade (Kgl. Württ.) und danach von 1888 bis 1899 zur umbenannten 13. Feldartillerie-Brigade (Kgl. Württ.). 1899 wurde es der 27. Feldartillerie-Brigade unterstellt und wurde damit Teil der 27. Division. Im Dezember 1914 wurde es der 25. Reserve-Division unterstellt, kehrte dann jedoch im Dezember 1915 zur 27. Division zurück. Im März 1917 schied der Verband aus dem Divisionsverbund aus und wurde der Heeresfeldartillerie direkt unterstellt. Vom 25. Januar 1918 bis Dezember 1918 unterstand das Regiment dann wieder der 27. Division (2. Kgl. Württ.).

### Gliederung
Bei seiner Aufstellung 1873 bestand das Regiment aus zwei Abteilungen mit jeweils drei Batterien. 1881 wurden die Abteilungen durch die Übernahme der 4. Batterie des 2. Württ. Feldartillerie-Regiment Nr. 29 Prinzregent Luitpold von Bayern und einer beim Regiment neu aufgestellten Batterie um jeweils eine vierte Batterie erweitert. 1887 erfolgte die Aufstellung einer 9. Batterie, und das Regiment wurde in drei Abteilungen zu je drei Batterien umgegliedert. 1890 gab das Regiment seine 4. Batterie an das 2. Württ. Feldartillerie-Regiment Nr. 29 Prinzregent Luitpold von Bayern zu Aufstellung von dessen IV. Abteilung ab und bildete stattdessen eine neue 4. Batterie. 1893 wurde aus der 8. Batterie des 2. Württ. Feldartillerie-Regiments Nr. 29 und zwei im Regiment neu aufgestellten Batterien eine IV. Abteilung gebildet. Am 1. Oktober 1896 verlegte die IV. Abteilung nach Cannstatt. 1899 wurden die II. und III. Abteilung des Regiments zur Neuaufstellung an das 3. Württ. Feldartillerie-Regiment Nr. 49 abgegeben, und die bisherige IV. Abteilung wurde nunmehr zur II. Abteilung. Am 20. Februar 1917 erfolgte eine Umgliederung und die Aufstellung einer III. Abteilung.

#### August 1914
- Regimentsstab
- Stab I. Abteilung mit 1., 2., 3. Batterie und leichte Munitionskolonne I
- Stab II. Abteilung mit 4., 5., 6. Batterie und leichte Munitionskolonne II

#### März 1918
- Regimentsstab
- Stab I. Abteilung mit 1., 2., 3. Batterie und Leichte Munitions-Kolonne 252
- Stab II. Abteilung mit 4., 5., 6. Batterie und Leichte Munitions-Kolonne 345
- Stab III. Abteilung mit 7., 8., 9. Batterie und Leichte Munitions-Kolonne 343

## Regimentsinhaber und -chefs
| Dienstgrad | Name                              | Datum                             |
| ---------- | --------------------------------- | --------------------------------- |
|            | König Karl von Württemberg        | 25. Juni 1889 bis 6. Oktober 1891 |
|            | König Wilhelm II. von Württemberg | 23. Dezember 1891 bis 1919        |

## Kommandeure
| Dienstgrad                    | Name                            | Datum                                    |
| ----------------------------- | ------------------------------- | ---------------------------------------- |
| Oberst                        | Hermann von Sick                | 1870                                     |
| Oberst                        | Anton von Marchtaler            | 04. März 1872 bis 7. Juli 1873           |
| Oberstleutnant Oberst         | Wilhelm von Lenz                | 25. Dezember 1873 bis 4. März 1877       |
| Oberstleutnant Oberst         | Alarich von Gleich              | 05. März 1877 bis 26. September 1883     |
| Oberstleutnant Oberst         | Hermann von Fack                | 27. September 1883 bis 25. Mai 1888      |
| Preuß. Oberstleutnant Oberst  | Wilhelm von Nippold             | 26. Mai 1888 bis 16. Januar 1891         |
| Oberstleutnant Oberst         | Alfred von Dalbenden            | 17. Januar 1891 bis 13. Februar 1895     |
| Preuß. Oberstleutnant Oberst  | August Hüger                    | 14. Februar 1895 bis 16. Juni 1897       |
| Preuß. Oberst                 | Robert Koehne                   | 17. Juni 1897 bis 30. August 1899        |
| Preuß. Oberstleutnant/ Oberst | Georg Heer                      | 01. Oktober 1899 bis 17. Juni 1903       |
| Major/ Oberstleutnant/ Oberst | Georg von Logan                 | 18. Juni 1903 bis 21. Mai 1909           |
| Oberst                        | Karl von Kinzelbach             | 22. Mai 1909 bis 16. Mai 1910            |
| Oberstleutnant/ Oberst        | Wilhelm von Lotterer            | 17. Mai 1910 bis 1. Mai 1914             |
| Oberstleutnant                | Graf Karl von Normann-Ehrenfels | 02. Mai bis 7. Dezember 1914             |
| Oberstleutnant                | Richard von Haldenwang          | 12. Dezember 1914 bis 6. August 1916     |
| Major                         | Hugo Breyer                     | 07. August 1916 bis 18. Januar 1917      |
| Major                         | Theodor Wollaib                 | 19. Januar 1917 bis 19. Dezember 1918    |
| Oberst                        | Kurt von Watter                 | 20. Dezember 1918 bis 17. September 1919 |

## Bewaffnung und Ausrüstung

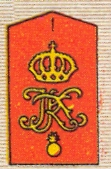
Achselklappe des Feldartillerie-Regiments König Karl (1. Württ.) Nr. 13

### Hauptbewaffnung
1874 wurde das Regiment mit der Kanone C 73 ausgestattet. Im Laufe des Ersten Weltkrieges erfolgte die Umrüstung auf die Feldkanone 96 n. A. Bis 1914 war das Regiment ausschließlich mit Kanonen ausgerüstet; erst während des Krieges erhielt die II. Abteilung Feldhaubitzen. Zur Jahreswende 1917/18 wurden die I. und II. Abteilung umgerüstet: Die 1., 2. und 6. Batterie erhielten die Feldkanone 16 und die 3., 4. und 5. Batterie die leichte Feldhaubitze 16.

## Verweise